# 陈著
陈著（1214年—1297年），小名祥孙，字子微，小字谦之，号本堂，晚号嵩溪遗耄，庆元府鄞县（今浙江省宁波市鄞州區一帶）人，宋元时期学者、政治人物、代表词人。

## 生平
祖籍奉化县三石，曾祖父陈显罢官后隐居鄞县蜜岩，始籍鄞县。曾祖、祖父陈伸、父陈德刚均仕至尚书，故出生仕宦世家，幼即承家学。
南宋宝祐四年（1256），登进士。初监饶州商税。景定元年（1260），任白鹭书院山长，不久监芜湖茶局。受吴潜举荐入朝，但权臣贾似道授意其走其门道，陈著洁身自好拒绝，言“宁不登朝，不为此态”，触怒贾似道，外放任安福县县令（今属江西省）。景定四年（1263年），授著作郎。贾似道强力推“公田法”，陈劾贾祸国殃民，并乞罢买公田，再次触怒贾似道，贬作嘉兴县令（今属浙江）。咸淳四年（1268年），改任嵊县令，政绩卓著受百姓称道，离任时百姓夹道相送。咸淳八年（1272年），升任扬州通判。咸淳九年（1273年），任临安（今杭州，当时的南宋首都）签判。咸淳十年（1274年），转任临安府通判，升任太学博士。德祐元年（1275年），迁任监察御史，授秘书监。德祐元年（1275年）十一月，出知台州，但未赴任。
入元不仕，隐居祖籍地奉化县之雪窦山。元至元十八年（1281年），出任广平书塾山长。至元二十九年（1292年），以前朝遗耄受聘纂修县志。元大德元年（1297年），卒，享年84岁。

## 家庭
子陳泌，宋元政治人物、學者。孫陳桱，明初政治人物、史學家。

## 遗迹
- 今浙江嵊县陈公岭、陈公山均以陈著命名[4]。

## 代表著作
陈主要著作均收入于《四库全书》中，包括：
- 《历代纪统》
- 《本堂先生文集》95卷
- 《陈著诗集》34卷
- 《陈著杂文》55卷